# Marion Heilmann
Marion Heilmann (ur. 6 lutego 1961) – niemiecka lekkoatletka specjalizująca się w długich biegach sprinterskich. W czasie swojej kariery reprezentowała Niemiecką Republikę Demokratyczną.
Największy sukces w karierze odniosła w 1979 r. podczas rozegranych w Bydgoszczy mistrzostw Europy juniorek, zdobywając dwa medale: złoty w biegu sztafetowym 4 x 400 metrów oraz brązowy w biegu na 400 metrów.